# Noppawan Lertcheewakarn
Noppawan Lertcheewakarn (en tailandés: นพวรรณ เลิศชีวกานต์) (Chiang Mai, Tailandia, 18 de noviembre de 1991) es una tenista tailandesa que actualmente ocupa el puesto 149 en el ranking de la WTA. Lertcheewakarn menciona a tenistas como Tamarine Tanasugarn, Monica Seles, Marion Bartoli o las hermanas Williams como sus mayores influencias.
En julio de 2018, Lertcheewakarn jugó su último partido hasta la fecha. 

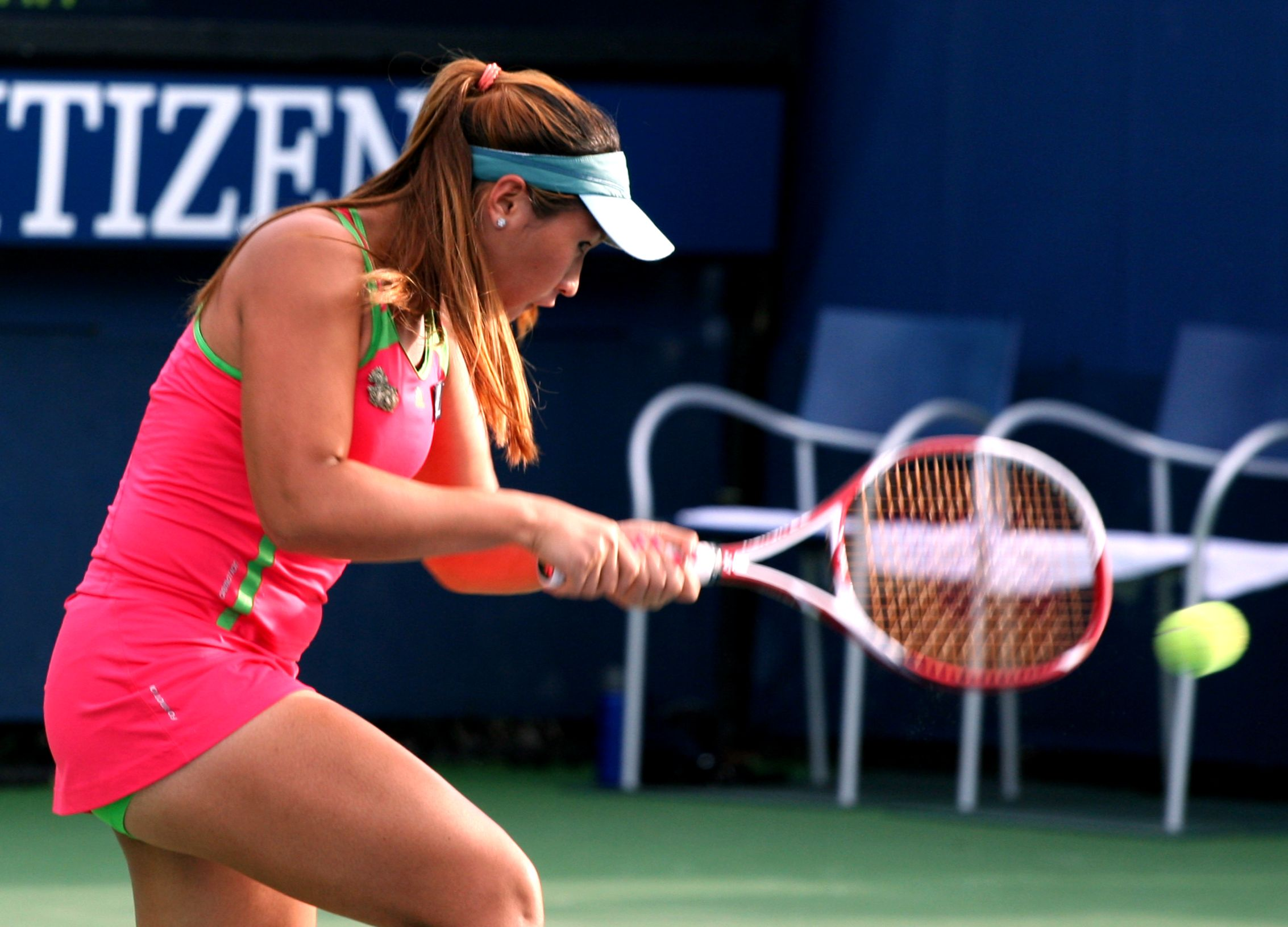
Noppawan Lertcheewakarn en el US Open 2011

## Títulos WTA

### Dobles
| Leyenda               |
| --------------------- |
| Grand Slam (0)        |
| Juegos Olímpicos (0)  |
| WTA Championships (0) |
| Premier Mandatory (0) |
| Premier 5 (0)         |
| Premier (0)           |
| International (0)     |

### Finalista
| N.º | Fecha              | Torneos      | Superficie | Pareja        | Oponentes                       | Resultado        |
| --- | ------------------ | ------------ | ---------- | ------------- | ------------------------------- | ---------------- |
| 1.  | 6 de marzo de 2011 | Kuala Lumpur | Dura       | Jessica Moore | Dinara Safina Galina Voskoboeva | 7-5, 2-6, [10-5] |

## Títulos WTA 125s

### Finalista
| N.º | Fecha                   | Torneos                  | Superficie | Pareja        | Oponentes                            | Resultado        |
| --- | ----------------------- | ------------------------ | ---------- | ------------- | ------------------------------------ | ---------------- |
| 1.  | 11 de noviembre de 2012 | Royal Indian Open, India | Dura       | Julia Glushko | Nina Bratchikova Oksana Kalashnikova | 0-6, 6-4, [8-10] |

## Títulos ITF

### Individual
| Torneos de $100,000 |
| Torneos de $75,000  |
| Torneos de $50,000  |
| Torneos de $25,000  |
| Torneos de $15,000  |
| Torneos de $10,000  |

| N.º | Fecha                   | Torneo                        | Superficie | Oponentes           | Resultado |
| --- | ----------------------- | ----------------------------- | ---------- | ------------------- | --------- |
| 1.  | 4 de mayo de 2008       | Balikpapan, Indonesia         | Dura       | Isha Lakhani        | 6-3, 6-2  |
| 2.  | 3 de agosto de 2008     | Chiang Mai, Tailandia         | Dura       | Nungnadda Wannasuk  | 6-2, 6-3  |
| 3.  | 5 de septiembre de 2010 | Tsukuba, Japón                | Dura       | Shiho Akita         | 6-4, 6-1  |
| 4.  | 3 de diciembre de 2011  | Dubái, Emiratos Árabes Unidos | Dura       | Kristina Mladenovic | 7-5, 6-4  |

### Finalista
| N.º | Fecha                    | Torneo                   | Superficie | Oponentes          | Resultado        |
| --- | ------------------------ | ------------------------ | ---------- | ------------------ | ---------------- |
| 1.  | 17 de junio de 2007      | Yakarta, Indonesia       | Dura       | Nungnadda Wannasuk | 3-6, 6-4, 6-3    |
| 2.  | 28 de julio de 2007      | Bangkok, Tailandia       | Dura       | Lu Jiaxiang        | 6-2, 2-6, 7-6(5) |
| 3.  | 3 de agosto de 2008      | Hamilton, Nueva Zelanda  | Dura       | Ayu Fani Damayanti | 6-4, 4-6, 6-3    |
| 4.  | 27 de julio de 2010      | San José, Estados Unidos | Dura       | Gabriela Paz       | 6-1, 6-4         |
| 5.  | 12 de septiembre de 2010 | Cairns, Australia        | Dura       | Ana Clara Duarte   | 6-3, 3-6, 6-2    |
| 6.  | 19 de septiembre de 2012 | Phuket, Tailandia        | Dura       | Dinah Pfizenmaier  | 6-2, 6-4         |
| 7.  | 30 de abril de 2012      | Gifu, Japón              | Dura       | Kimiko Date-Krumm  | 6-1, 5-7, 6-3    |
| 8.  | 21 de octubre de 2013    | Bendigo, Australia       | Dura       | Casey Dellacqua    | 4-6, 4-6         |
| 9.  | 7 de marzo de 2014       | Quanzhou, China          | Dura       | Zarina Diyas       | 1-6, 1-6         |